# Salzturm

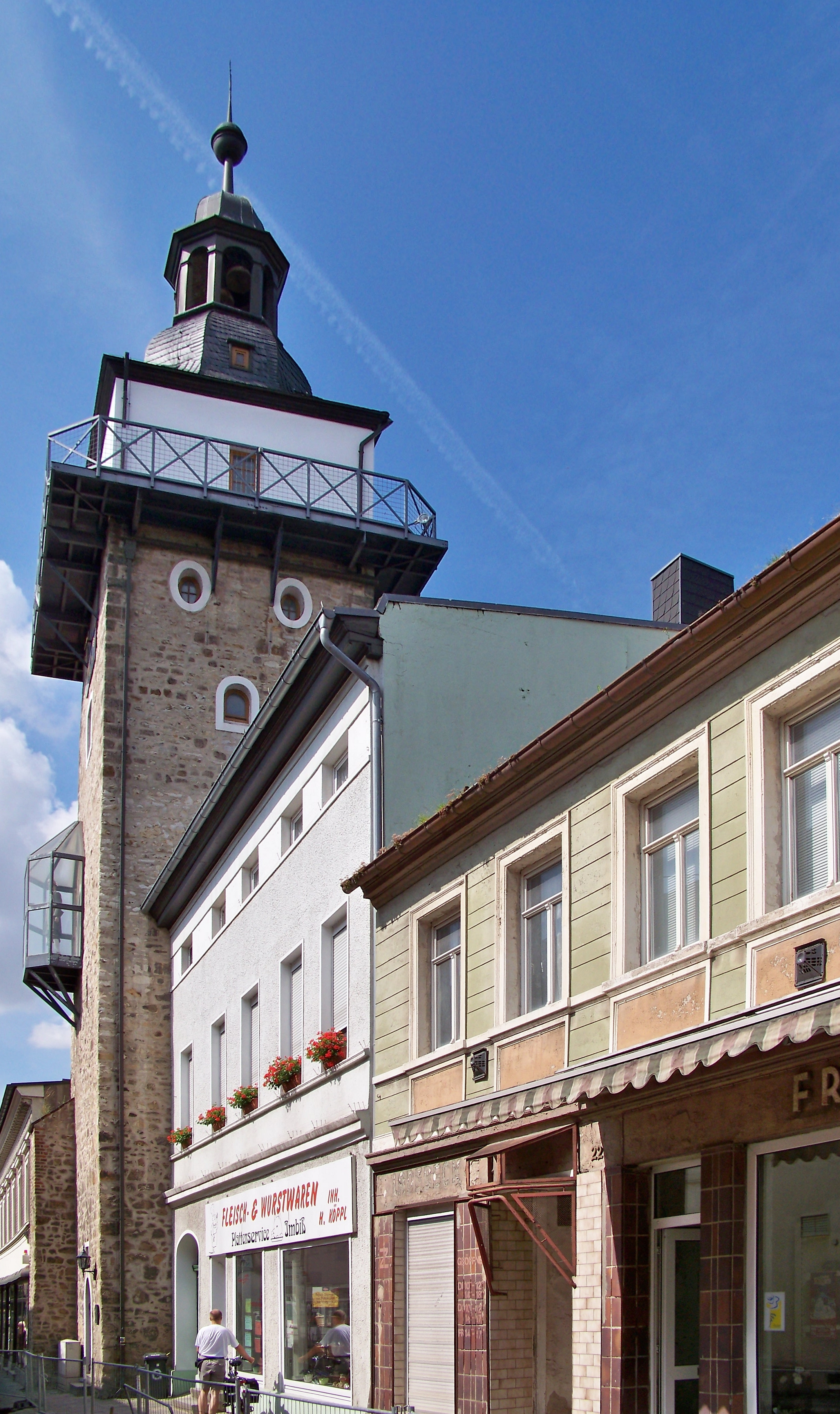
Salzturm

Der Salzturm ist ein Turm der ehemaligen mittelalterlichen Stadtmauerbefestigung Schönebecks.
Der aus Bruchstein ausgeführte 37 Meter hohe Turm war Teil des mittelalterlichen Salztores, das 1839 abgerissen wurde. Zu der vier bis fünf Meter hohen Stadtmauer gehörte noch das an der Elbe liegende Elbtor und das östlich gelegene Barbyer Tor.
Der Salzturm wurde im Jahr 1613 fertiggestellt. Vermutlich wurde dabei ein Vorgängerbau ersetzt. 1613 erhielt er auch die zweifach barocke Turmhaube mit dem offenen Glockenstuhl. Damals besaß der Turm noch einen hölzernen Umgang im obersten gemauerten Turmgeschoss. Seine heutige Gestalt erhielt der Turm in den Jahren 1711 bis 1714. Der quadratische Turm wurde auch als „Hausmannsturm“ bezeichnet, weil sich auf ihm die Stube des Türmers befand, der noch bis nach 1900 nachts von hier stündlich das Horn blies und die Brandwache hielt. Nach einer grundlegenden Renovierung im Jahre 1993, bei der er unter anderem eine doppelläufige Treppenkonstruktion erhielt, beherbergt der Turm auch eine kleine Galerie mit wechselnden Ausstellungen. In den Sommermonaten wird vom 30 Meter hoch gelegenen Rundgang ein ungehinderter Ausblick auf die Stadt und ihre Umgebung ermöglicht.